# Karlheinz Roschitz
Karlheinz Roschitz (* 1940) ist ein österreichischer Journalist und Kultur-Chefredakteur der Kronenzeitung.

## Leben
Roschitz begann eine Ausbildung am Max Reinhardt Seminar, die er jedoch nicht beendete. Anschließend studierte er an der Universität Wien Germanistik und Kunstgeschichte. 1972 wurde er mit einer Arbeit über «Formen des Manierismus in literarischen Zeitschriften der 1. Hälfte des 20. Jahrhunderts» promoviert.
Bis 1970 war Roschitz Musik- und erster Kunstkritiker des Kurier, im Anschluss daran avancierte er zum Kulturressortleiter der Kronen Zeitung. Seit 1976 wählte er die Konzertprogramme für die Alte Schmiede aus. An der Universität Klagenfurt nahm Karlheinz Roschitz Lehraufträge wahr, verfasste Monografien zu kulturgeschichtlichen Themen sowie zahlreiche Artikel in Fachzeitschriften und arbeitete auch für das Fernsehen.

## Ehrungen
1994 wurde Karlheinz Roschitz mit dem Goldenen Ehrenzeichen für Verdienste um das Land Wien ausgezeichnet; im Februar 2012 folgte die Ehrenmedaille der Bundeshauptstadt Wien in Gold.

## Publikationen
Unter seinen vielen Veröffentlichungen finden sich u. a. Ausstellungskataloge über den Wiener Historismus und die Weltausstellung 1873, Monografien über den Wiener Maler Eduard Angeli und Karl Schiske sowie Essays über den Wiener Salon, Venedig und Hans Makart.